# Ulica Farna w Bydgoszczy
Ulica Farna w Bydgoszczy – ulica na terenie miasta lokacyjnego Bydgoszczy.

## Położenie
Ulica znajduje się w północno-zachodniej części Starego Miasta. Rozciąga się w przybliżeniu na kierunku wschód-zachód, od Starego Rynku do ul. Przyrzecze. Jej długość wynosi ok. 110 m.

## Historia

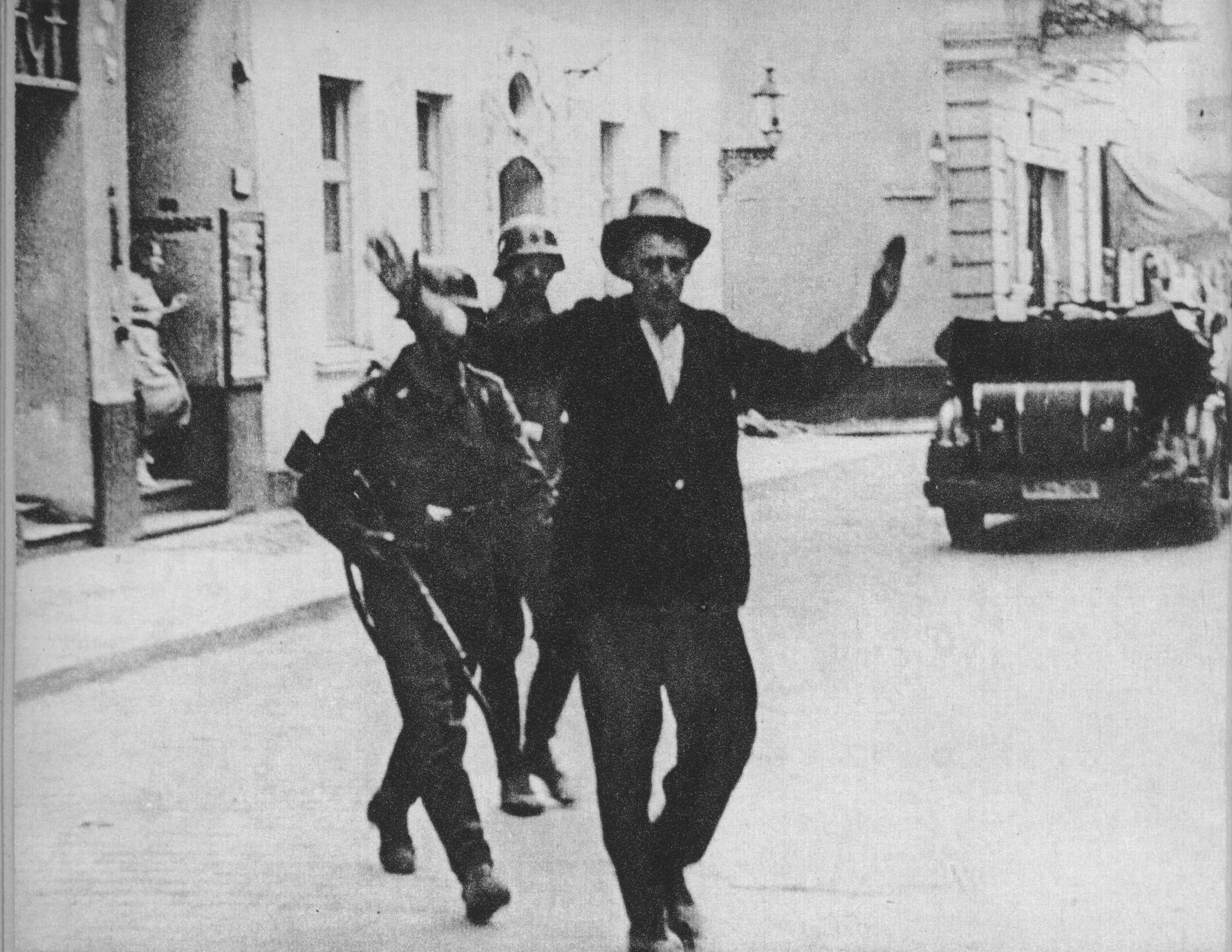
Wrzesień 1939. Nieznany z nazwiska mieszkaniec Bydgoszczy prowadzony ulicą Farną

Ulica Farna została wytyczona w połowie XIV wieku podczas kształtowania bydgoskiego miasta lokacyjnego. Łączyła ona północno-zachodni narożnik Starego Rynku z kościołem farnym oraz ulicami: Jezuicką (Kościelną) i Przyrzecze (Wodną).
Prawdopodobnie jeszcze w XIV wieku w północno-zachodniej części miasta, między ulicą Farną a Brdą wzniesiono miejski kościół parafialny. Obecna forma architektoniczna świątyni pochodzi z XV wieku. W okresie staropolskim, aż do 1809 r. wokół kościoła istniał cmentarz, zaś jego ogrodzenie i furtka znajdowały się od strony ulicy Farnej.
W XVII-XVIII wieku większa część domów w czworoboku dzisiejszych ulic: Farnej, Jezuickiej, Niedźwiedziej i Starego Rynku należała do zakonu jezuitów. Około roku 1640 jedno skrzydło tego czworoboku na Rynku zostało zamknięte bryłą kościoła jezuickiego oraz zabudowaniami kolegium. Podczas potopu szwedzkiego (1655–1660) większa część domów została spalona, a wiele innych stało pustką z powodu ucieczki mieszkańców przed zarazą. Umierający masowo bydgoszczanie zapisywali swe nieruchomości kościołom, klasztorom i szpitalowi. Stąd wiele domów w rejonie ulicy określano jako „jezuickie”.
Z planu miasta sporządzonego w 1774 r. przez pruskiego geometrę Gretha wynika, że na 7 istniejących wówczas parceli przy ulicy, tylko dwie były zabudowane. Część południowej pierzei zajmował budynek kolegium jezuickiego.
Ubytki zabudowy zostały uzupełnione do 1800 r. Do 1834 r. wyburzono jeden z budynków dawnego kolegium, który stał po stronie ul. Farnej i w jego miejscu urządzono wjazd na dziedziniec wewnętrzny. Z planu miasta z 1876 r. wynika, że w pierzejach ulicy stało 9 kamienic. W 1923 r. w kamienicy stojącej na rogu ul. Farnej i Starego Rynku ulokowano Muzeum Miejskie.
W 1940 r. na skutek zarządzenia hitlerowskich władz okupacyjnych z kreisleiterem NSDAP, nadburmistrzem Wernerem Kampe na czele, wyburzono zachodnią pierzeję Starego Rynku wraz z kościołem pojezuickim oraz kamienicą Muzeum Miejskiego. Planowany przez hitlerowskie władze w ich miejsce nowy ratusz bydgoski nie został zrealizowany, zaś po dawnej zabudowie pozostał skwer. Od tego czasu wschodnia część ulicy Farnej nie posiada fragmentu południowej pierzei i widoczna jest ze Starego Rynku.
W 1974 r. na podstawie uchwały WRN, rozpoczęto rewaloryzację fragmentów Starego Miasta w Bydgoszczy. Podjęte przedsięwzięcia na ulicy Farnej dotyczyły uporządkowania sieci handlowej oraz przywrócenia witrynom sklepowym charakteru staromiejskiego. Modernizacja nawierzchni ulicy została ujęta w Planie Rewitalizacji Bydgoszczy.

### Nazwy
Ulica w przekroju historycznym posiadała następujące nazwy:
- XVI w. – I poł. XVIII w. – platea parochialis (Parafialna [Farna])
- 1800–1816 – Pfarrstraße
- 1840–1920 – Alte Pfarrstraße
- 1920–1939 – Farna
- 1939–1945 – Alte Pfarrstraße
- od 1945 – Farna

Nazwa ulicy nawiązuje do katedry św. Marcina i Mikołaja – bydgoskiego kościoła farnego.

## Architektura
Pierzeje ul. Farnej stanowią w większości kamienice wzniesione od końca XVIII do początku XX wieku. Najważniejszym obiektem stojącym przy ulicy jest jednak gotycki kościół farny, obecnie katedra św. Marcina i Mikołaja.

## Niektóre budynki
| Nr | Adres      | Lata budowy     | Styl architektoniczny | Wpisany do rej. zabytków | Uwagi | Zdjęcie |
| -- | ---------- | --------------- | --------------------- | ------------------------ | --- | ------- |
| 1. | Farna 10   | 1425–1466       | gotyk                 | T                        | Pierwotnie miejski kościół farny, sanktuarium maryjne Matki Bożej Pięknej Miłości, od 1999 r. konkatedra archidiecezji gnieźnieńskiej, od 2004 r. katedra Diecezji Bydgoskiej. |         |
| 2. | Jezuicka 1 | 1653, 1878      | klasycyzm, eklektyzm  | T                        | Budynek ratusza szczytem ustawiony do ul. Farnej. Od 1653 r. mieścił dawne kolegium jezuitów, wzniesione z fundacji biskupa Kaspra Działyńskiego i kanclerza wielkiego koronnego, starosty bydgoskiego Jerzego Ossolińskiego. Od 1770 r. w budynku znajdowało się gimnazjum niemieckie, Szkoła Główna Departamentowa (1808–1812), szkoła wydziałowa (1812–1815) i ponownie gimnazjum niemieckie (1817–1878). W 1879 r. budynek został zakupiony przez miasto i stał się siedzibą magistratu. |         |
| 3. | Jezuicka 2 | 1780            | barok                 | T                        | Kamienica na rogu ul. Jezuickiej i Farnej. Piętrowa z sienią przechodnią, z zachowanym z XVIII wieku dziedzińcem i otwartym drewnianym krużgankiem (galeriami). Na przełomie XIX i XX w. mieściły się tu biura urzędu pocztowego. W kamienicy znajduje się m.in. sala konferencyjna Aula Lochovsciana Bydgoskiego Towarzystwa Naukowego oraz wydziały jednostek samorządowych. |         |
| 4. | Farna 2    | 1775–1776       | eklektyzm             | N                        | Kamienica należąca do parafii farnej. |         |
| 5. | Farna 4    | 1776, 1865–1868 | eklektyzm             | T                        | Kamienica odbudowana w końcu XVIII wieku, podwyższona i przebudowana w II połowie XIX wieku. |         |
| 6. | Farna 6    | XVIII w., 1866  | eklektyzm             | N                        | Kamienica wzniesiona w XVI wieku, zrujnowana po potopie szwedzkim, istniejąca w 1774 r. Obecna forma architektoniczna pochodzi z 1866 r. Na budynku w podwórzu znaleziono tablicę pamiątkową z datą „1593” i inicjałami B.K. oznaczającymi dawnego właściciela kamienicy Bartosza Krapiewskiego – rajcy i burmistrza Bydgoszczy w 1599 i 1603 r. |         |
| 7. | Farna 8    | 1775–1780       | eklektyzm             | N                        | Kamienica parafii farnej, w latach 1866–1920 należąca do znanej w Bydgoszczy rodziny kupieckiej Vincent, specjalizującej się w produkcji i sprzedaży wyrobów tytoniowych i cygar. Posiada XVI-wieczne piwnice |         |
| 8. | Farna 10   | 1834–1854       | szachulec             | T                        | Dawna szkoła parafialna, na miejscu budynku szkolnego z XV wieku. Po 1947 r. przedszkole parafialne, od 1996 r. Biblioteka Prymasowskiego Instytutu Kultury Chrześcijańskiej. |         |